# Човекът оркестър
„Човекът оркестър“ (на френски: L'Homme orchestre) е френско-италианска музикална кинокомедия от 1970 г. на френския кинорежисьор Серж Корбер. Сценарият е на Жан Ален и Серж Корбер. Главната роля на Еван Еванс се изпълнява от френския киноартист Луи дьо Фюнес. В ролята на Франсоаз участва френската киноактриса Ноел Адам. В ролята на Филип Еванс участва френският киноартист Оливие дьо Фюнес.

## Сюжет
Внимание:  Текстът по-долу разкрива сюжета на произведението (или части от него)!
Еван Еванс е суров хореограф и балетен импресарио, който тиранично следи неговите танцьорки и музикантки да нямат никакви връзки с мъже. Предстои турне в Италия, за което трупата се готви много усърдно в продължение на месец. Но най-неочаквано на турнето в Италия идва втрещяващата за него новина, че едно от момичетата му има бебе. В тази бъркотия е замесен племенникът му Филип и една от танцьорките Франсоаз...